# Satoshi Ōmura
Satoshi Ōmura (大村 智?, Ōmura Satoshi; Nirasaki, 12 luglio 1935) è un medico giapponese, vincitore del premio Nobel per la medicina del 2015.

## Biografia
Professore emerito all'università di Kitasato situata a Minato ha scoperto e sviluppato diversi farmaci attraverso lo studio dei microrganismi.
Satoshi Ōmura è nato a Nirasaki, Yamanashi, Giappone, nel 1935, il secondo figlio della famiglia Ōmura. Dopo la laurea in Università di Yamanashi nel 1958, è stato nominato insegnante di scienze presso la Metropolitan Sumida Tech High School di Tokyo. Nel 1960 è diventato un auditor del corso di Koji Nakanishi all'Università di istruzione di Tokyo, un anno dopo, si è iscritto all'Università di Scienza di Tokyo (TUS) e ha studiato scienze. Ōmura ha ricevuto il suo M.S. laurea presso la TUS e il suo Ph.D. in Scienze della Farmaceutica dell'Università di Tokyo (1968) e un Ph.D. in Chimica presso TUS (1970).
Dagli anni '70, Ōmura scopre più di 480 nuovi composti, ci sono 25 tipi di farmaci e reagenti in uso. Inoltre, i composti aventi una struttura unica e l'attività biologica scoperti da Omura stanno attirando l'attenzione come composti di piombo nella ricerca di droga e sono stati creati nuovi farmaci antitumorali e simili.
Nel 2015 è stato insignito del Premio Nobel per la medicina assieme all'irlandese William C. Campbell per aver scoperto il gruppo di composti conosciuto come 'avermectina'. La loro ricerca ha condotto alla creazione del Mectizan®, il farmaco usato per curare l'oncocercosi, detta "cecità dei fiumi", poiché le larve del parassita che induce tale forma di cecità si sviluppano solo nell'acqua corrente. La cinese Tu Youyou fu premiata invece per le sue ricerche sulla malaria.

## Onorificenze

### Onorificenze straniere
- Medaglia d'oro Robert Koch (1997)